# 11e arrondissement (Parijs)
Het 11e arrondissement is het meest bevolkte van de 20 arrondissementen van Parijs. Het heeft een beetje van alles, parken voor kinderen, bars, restaurants, Place de la République, markten. Ook vindt men er boetiekjes en galerieën. Het heeft een oppervlakte van 3,666 km².

## Wijken
Zoals alle arrondissementen, is ook het 11e opgedeeld in wijken (Quartiers in het Frans).
- Quartier de la Folie-Méricourt
- Quartier Saint-Ambroise
- Quartier de la Roquette
- Quartier Sainte-Marguerite

## Bezienswaardigheden
- Place de la Bastille

## Bevolking
| Jaar | Bevolking | Dichtheid      |
| ---- | --------- | -------------- |
| 1911 | 242.295   | 66.092 inw/km² |
| 1962 | 193.349   | 52.741 inw/km² |
| 1968 | 179.727   | 49.025 inw/km² |
| 1975 | 159.317   | 43.458 inw/km² |
| 1982 | 146.931   | 40.079 inw/km² |
| 1990 | 154.165   | 42.053 inw/km² |
| 1999 | 149.102   | 40.672 inw/km² |
| 2015 | 149.834   | 40.871 inw/km² |

- Bibliothèque nationale de France: cb119572542 (data)
- Gemeinsame Normdatei: 4513714-6
- International Standard Name Identifier: 0000 0001 0491 7754
- Nationale Bibliotheek van Israël: 987007559908205171
- Virtual International Authority File: 157115051